# Maria Beatriz de Áustria-Este
Maria Beatriz Ana Francisca (em alemão:  Maria Beatrix Anna Franziska von Österreich-Este; 13 de fevereiro de 1824 — 18 de março de 1906) foi uma Arquiduquesa da Áustria-Este e Princesa de Módena, filha mais nova do duque soberano Francisco IV de Módena e membro do ramo Módena da Casa de Habsburgo-Lorena. Após seu casamento em 1847, ela se tornou Infanta da Espanha e Condessa de Montizón. Como o Ducado de Módena foi absorvido pelo Reino da Itália, desde 1859 ela viveu exilada no Império Austríaco. De acordo com a leitura carlista, entre 1861 e 1868 ela era a Rainha Consorte da Espanha. De acordo com a leitura legitimista, entre 1883 e 1887 ela era a Rainha Consorte da França. Desde 1853 viveu separada do marido e não reivindicou nenhum dos títulos reais, embora depois de 1868 tenha apoiado a reivindicação de seu filho mais velho, Carlos. Entre 1872 e 1898 ela viveu em mosteiros, primeiro em Graz e depois em Görz.

## Casamento e descendência
Em 6 de fevereiro de 1847, em Módena, Maria Beatriz casou-se com o infante João de Bourbon, pretendente carlista  ao trono espanhol de 1860 a 1868. João de Bourbon também era o reivindicador legitimista do trono da França.
Maria Beatriz e João tiveram dois filhos:
- Carlos, Duque de Madrid (1848 – 1909)
- Afonso Carlos, Duque de São Jaime (1849 – 1936)

Maria Beatriz faleceu em Graz, Styria na Áustria-Hungria, aos oitenta e dois anos de idade.

## Títulos e estilos
- 13 de fevereiro de 1824 – 6 de fevereiro de 1847: "Sua Alteza Imperial e Real, a Arquiduquesa Maria Beatriz de Áustria-Este"
- 6 de fevereiro de 1847 – 18 de março de 1906: "Sua Alteza Imperial e Real, a Condessa de Montizón"